# Lawrence E. Walsh

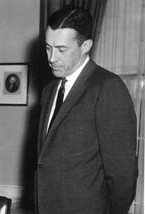
Lawrence E. Walsh

Lawrence Edward Walsh (* 8. Januar 1912 in Port Maitland, Nova Scotia, Kanada; † 19. März 2014 in Oklahoma City, Oklahoma) war ein US-amerikanischer Jurist und United States Deputy Attorney General, der vor allem als unabhängiger Ankläger in der Iran-Contra-Affäre bekannt wurde.

## Leben
Nach dem Schulbesuch studierte er an der Columbia University und erwarb dort 1932 einen Bachelor of Arts (A.B.), ehe er ein anschließendes Studium der Rechtswissenschaften an der dortigen Law School mit einem Bachelor of Laws (LL.B.) abschloss. Nach seiner anschließenden anwaltlichen Zulassung war er als Rechtsanwalt in New York City tätig. Nachdem er zwischen 1954 und 1957 als Richter am Bundesbezirksgericht für den südlichen Distrikt von New York fungiert hatte, wurde er 1957 als Deputy Attorney General stellvertretender US-Justizminister und bekleidete dieses Amt bis 1960.
Nach seinem Ausscheiden aus dem Regierungsdienst wurde er 1961 Partner von Davis Polk & Wardwell, einer Anwaltskanzlei mit heute 600 Rechtsanwälten und Sitz in New York City. Während seiner dortigen 20-jährigen Partnerschaft bis 1981 war er von 1966 bis 1967 auch Präsident der Anwaltsvereinigung des Bundesstaates New York (New York State Bar Association). Im Anschluss wurde er 1981 Partner der Anwaltskanzlei Crowe & Dunlevy in Oklahoma City und engagierte sich daneben in der American Bar Association, der American Judicature Society, dem American Law Institute sowie als Fellow des American College of Trial Lawyers. Darüber hinaus war er zeitweise auch Trustee seiner Alma Mater, der Columbia University.
Große Bekanntheit erreichte Walsh durch seine zwischen Dezember 1986 und 1993 ausgeübte Tätigkeit als Ermittler und unabhängiger Ankläger der Iran-Contra-Affäre. Über diese Erfahrungen und Hintergründe verfasste er 1997 das Buch Firewall: The Iran-Contra Conspiracy and Cover-Up. Außerdem erschienen seine Memoiren unter dem Titel The Gift of Insecurity: A Lawyer’s Life im Jahr 2003 sowie ein Artikel zur Iran-Contra-Affäre im Newsletter Counterpunch.